# 日記

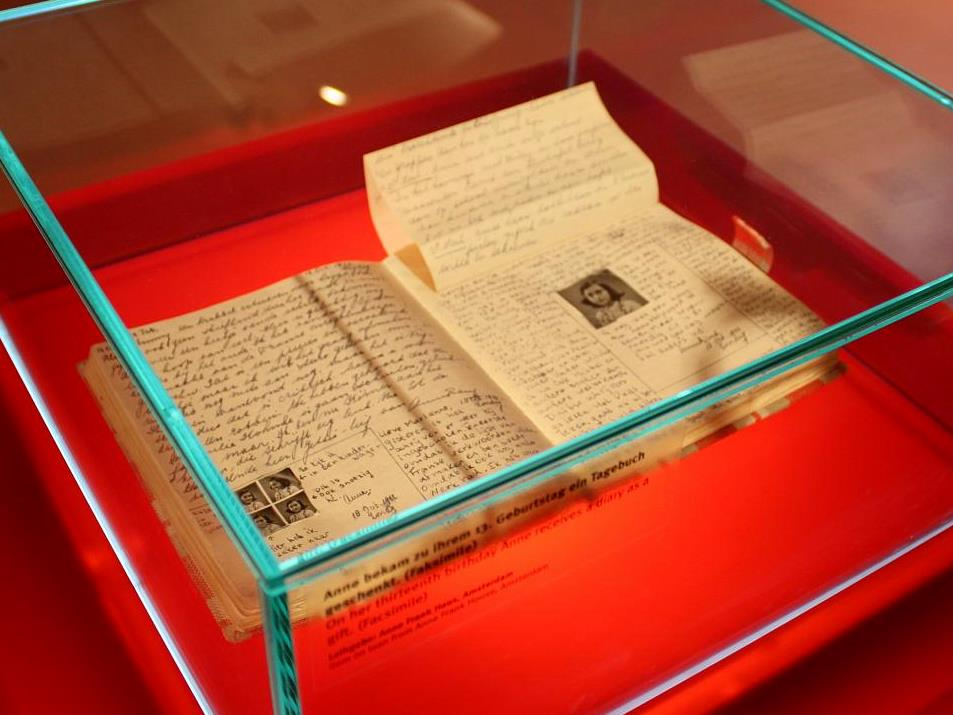
ベルリンで展示されているアンネ・フランクの原日記のファクシミリ

日記（にっき、英: Diary）は、書かれたあるいは視聴覚的な記念品的記録であり、日付順に配列された個別の記入項目から成り、一日もしくは他の期間に起こったことを報告するもののこと。

## 概要
単なる記録として扱われるものから、文学として扱われるものまで、その内容は様々である。ある人物の生涯にわたって記されるような長期にわたるものから、ある旅（旅日記、航海日誌）、ある職務（日報）、ある事件などの間だけ記された短期のものまで、期間・分量も様々であり、西洋・東洋を問わず、世界的に存在する。
日記は伝統的に手書きであったが、現在ではデジタル形式でも行われることが多い。個人の日記には、筆者の直接的な経験以外の時事的出来事についてのコメントは除外し、その人の経験、思考、そして感情が含まれることがある。日記をつける人は日記作家として知られる。組織的目的で行われる日記は、政府記録（例えばハンサード）、企業の元帳、および軍の記録など、人類文明の多くの側面で役割を果たしている。イギリス英語では、この言葉は予め印刷された日記形式を指すこともある。
今日、この用語は一般的に個人の日記に使用され、通常は非公開のままにするか、友人や親戚の間で限定的に流通させることを意図している。「ジャーナル」という言葉が「日記」の代わりに使用されることもあるが、一般的に日記は（ラテン語の「日」という言葉から）日々の記入（またはその意図）を持つのに対し、ジャーナル執筆はより頻度が少ないことがある。
日記は回想録、自伝または伝記のための情報を提供するかもしれないが、一般的に現状のまま出版されることを意図して書かれるのではなく、著者自身の使用のために書かれる。しかし、近年では一部の日記（例えばネッド・ローレム、アラン・クラーク、トニー・ベン、サイモン・グレイの日記）において、自己弁明（生前または死後）のため、あるいは単に利益のために、最終的な出版を念頭に置いて書かれているという内部的証拠が見つかっている。
広義の意味では、「日記」という用語は書かれた日記の印刷出版物を意味するためにも使用され、またブログなどの電子形式を含むジャーナルの他の用語を指すこともある。

## 語源
「日記」という言葉はラテン語のdiarium（「日々の手当」、dies「日」から）に由来する。「ジャーナル」という言葉は同じ語根（diurnus「日の」）から古フランス語jurnalを通じて来ている（現代フランス語の「日」はjourである）。
日々の記録が書かれる本を指す「日記」という言葉の最も古い記録された使用は、1605年のベン・ジョンソンの喜劇『ヴォルポーネ』においてである。

## 歴史
日記に似た最古の知られている書物はメレルの日記であり、古代エジプトの記録簿で、その著者はトゥラからギザへの石灰岩の輸送について、おそらく大ピラミッドの外側を覆うために記述している。現存する最古の日記は中東と東アジアの文化に由来するが、それよりさらに古い作品『自分自身へ』（Τὰ εἰς ἑαυτόν）、現在『自省録』として知られる、ローマ皇帝マルクス・アウレリウスによってギリシャ語で書かれた2世紀後半の作品は、すでに日記の多くの特徴を示している。日本の宮廷女性の枕草子やアジアの旅行記はこのジャンルの執筆のいくつかの側面を提供するが、それらは日々の記録だけから成ることはめったにない。
中世の近東では、アラビア語の日記は10世紀以前から書かれていた。この時代の現存する日記で、最も現代の日記に似ているのは、11世紀のアブー・アリー・イブン・アル＝バンナーのものである。彼の日記は、現代の日記と非常によく似た日付順（アラビア語でta'rikh）に配列されていることが知られている最古のものである。
現代的意味での日記の先駆者には、中世の神秘主義者の日々の記録が含まれ、主に内面的感情と霊的に重要だと認識された外的出来事に関するものである（例えばシェーナウのエリザベト、アグネス・ブランベキン、そしておそらく失われた俗語による彼女の幻視の記録であるナザレのベアトリスも含まれる）。
ルネサンス以降、一部の個人は中世の年代記や旅程記録のように出来事を記録するだけでなく、これらの記録を出版する意図なしに自分の意見を書き留め、希望や恐れを表現したいと考えた。初期の保存された例の一つは、1405年から1449年をカバーする匿名のJournal d'un bourgeois de Paris（パリの市民の日記）であり、当時の出来事について主観的なコメントを提供している。後に本として登場した有名な14世紀から16世紀のルネサンスの例としては、フィレンツェのブオナッコルソ・ピッティとグレゴリオ・ダティ、そしてヴェネツィアのマリノ・サヌート・ザ・ヤンガーの日記がある。これらの日記には、多くの反省、感情的経験、個人的印象とともに、より重要ではない日常的な出来事の記録も含まれている。
1908年、スマイソン社は最初の軽量日記を作成し、日記を持ち運ぶことを可能にした。

## 出版された日記

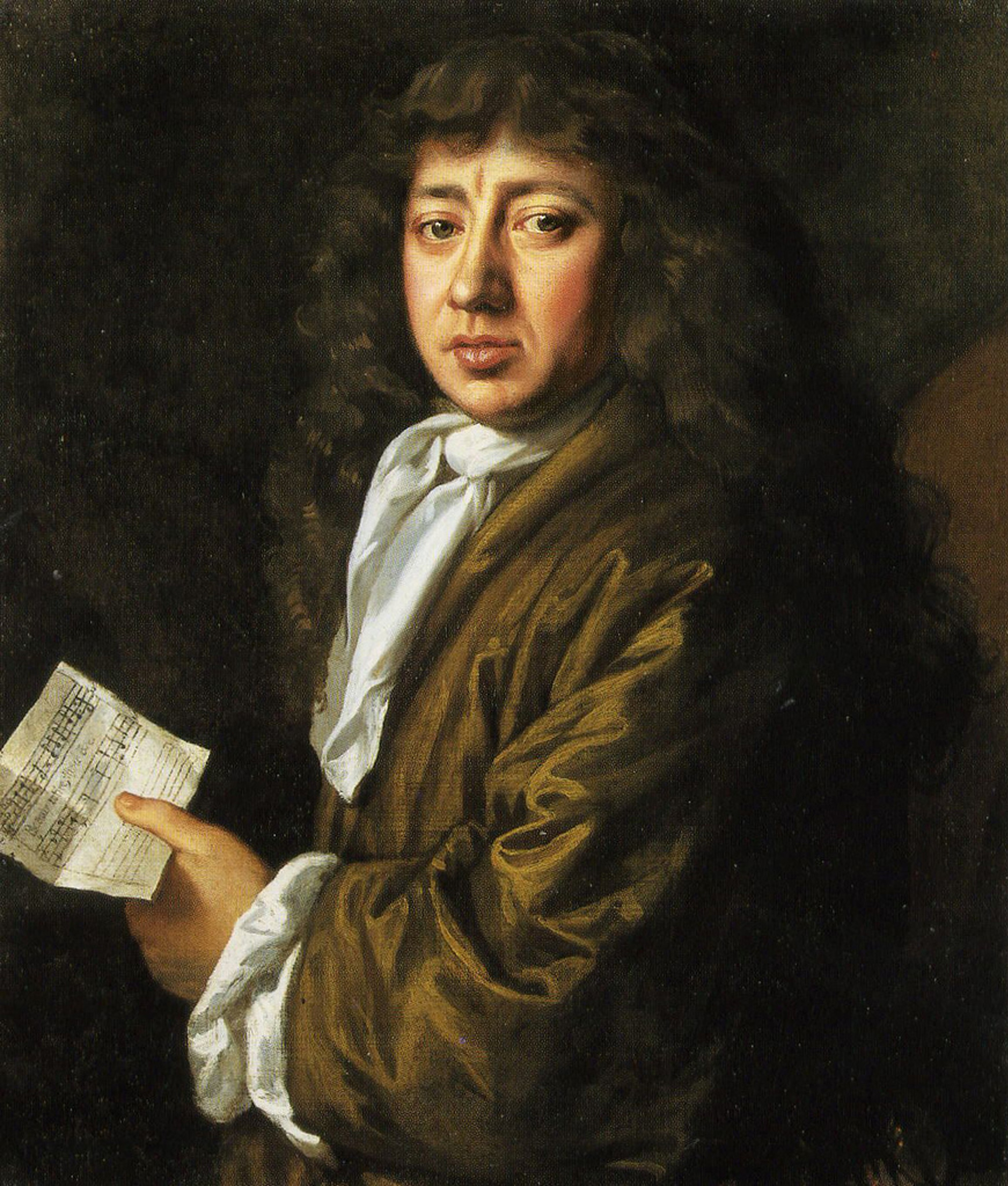
サミュエル・ピープス

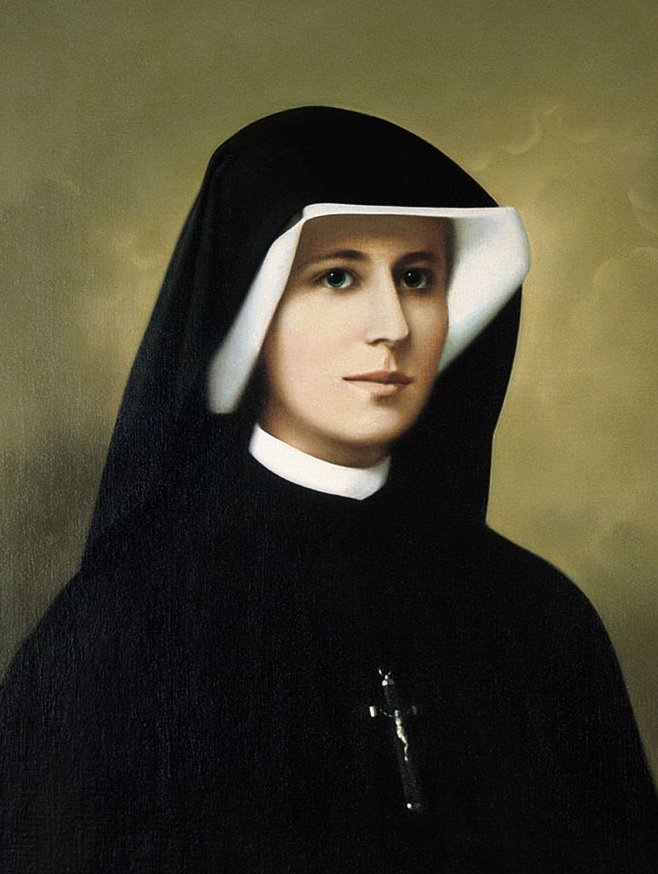
ファウスティナ・コヴァルスカ

著名人の多くの日記が出版され、自伝的文学の重要な要素を形成している。
サミュエル・ピープス（1633年-1703年）は今日よく知られている最初期の日記作家である。彼の日記はケンブリッジ大学モードリン・カレッジに保存され、1825年に最初に転写・出版された。ピープスは単なる業務取引の記録を超えて、日記を個人的領域へと進めた最初の人々の一人であった。ピープスと同時代のジョン・イーヴリンもまた注目すべき日記をつけており、彼らの作品はイングランド王政復古期の最も重要な一次資料の一つであり、ロンドン大疫病やロンドン大火など多くの偉大な出来事の目撃記録から成っている。
文学的およびその他の著名人の日記の死後出版の慣行は19世紀に始まった。例として、ドロシー・ワーズワース（1771年-1855年）の『グラスミア日記』は1897年に出版された。ファニー・バーニー（1752年-1840年）の日記は1889年に出版された。ヘンリー・クラブ・ロビンソン（1776年-1867年）の日記は1869年に出版された。
重要な米国南北戦争の日記としては、ニューヨーク市の弁護士であるジョージ・テンプルトン・ストロングや南部連合の将校の妻であるメアリー・チェスナットの日記がある。現在のニュージャージー州ウェストオレンジの地域に住んでいたジェマイマ・コンディクトの日記には、アメリカ独立戦争についての地域的観察が含まれている。
19世紀以降、著者自身による日記の出版は一般的になった - 特に正当化を求める政治家たちの間で顕著であるが、あらゆる種類の芸術家や文学者たちの間でも同様である。20世紀後半のイギリスで出版された政治的日記の中では、リチャード・クロスマン、トニー・ベン、そしてアラン・クラークのものが代表的であり、後者はチップス・チャノンの日記の伝統において、より無遠慮である。イギリスの芸術分野では、ジェームズ・リーズ＝ミルン、ロイ・ストロング、そしてピーター・ホールによる注目すべき日記が出版された。ハロルド・ニコルソンは20世紀中頃に政治と芸術の両方をカバーした。
広く読まれ翻訳された最も有名な現代の日記の一つは、死後出版されたアンネ・フランクの『若い少女の日記』であり、彼女は1940年代にアムステルダムのドイツ占領下で隠れている間にこれを書いた。オットー・フランクは娘の日記を編集し、戦後の出版を手配した。他国で日記が出版される前に多くの編集が行われた。これは性的に露骨な内容によるものであり、一部の図書館がこの本を禁止することにもつながった。
日記の執筆は、20世紀以降、自己探求の意識的行為（より大きいか、あるいはより小さい誠実さをもって）としても実践されることが多かった - 例としては、カール・グスタフ・ユング、アレイスター・クロウリー、そしてアナイス・ニンの日記がある。20世紀の文学的人物による重要な日記には、フランツ・カフカ、エドマンド・ウィルソン、そしてフランスの作家ポール・レオトーの日記がある。聖ファウスティナによって書かれた自己反省的な『日記：私の魂における神の慈悲』には、彼女の幻視とイエスとの会話の記録が含まれている。
たとえそれが自分だけが読む本であっても、自己表現のための聴衆を持つことから強い心理的効果が生じることがある - 特に逆境においてそうである。アンネ・フランクは自分の日記を「キティ」と呼ぶほどであった。ナチス・ドイツの裁判所職員であったフリードリッヒ・ケルナーは、彼の日記を将来の暴君やテロとの闘いのための武器と考え、'Mein Widerstand'、『我が反抗』と名付けた。ヴィクトル・クレンペラーも同様に、ナチス・ドイツとその後継国家である東ドイツの圧制と偽善を将来のために記録することに関心を持っていた。しかし、これらのケースでは、著者たちは出版を予期していなかった。

## インターネット日記
インターネットへのアクセスが一般的に利用可能になるにつれ、多くの人々が視聴者という追加の次元で自分の生活を記録するもう一つの媒体として採用した。最初のオンライン日記は、1994年11月14日から1996年までMITメディアラボのウェブサイトで公開されたクラウディオ・ピンハネスの「Open Diary」だと考えられている。他の初期のオンライン日記作家には、1994年に11年間の個人的なオンライン日記執筆を始めたジャスティン・ホール、1995年1月3日に「Carolyn's Diary」の公開を始めたキャロリン・バーク、そして1995年4月19日にUSENETニュースグループで「The Semi-Existence of Bryon」という日記を発表したブライオン・サザーランドが含まれる。
インターネットはまた、以前に未発表だった日記を歴史家や他の読者の注目を集める方法としても機能しており、例えば19世紀に奴隷であったワシントンD.C.での生活を記録したマイケル・シャイナーの日記などがある。
オープンダイアリー（1998年10月開始）やLiveJournal（1999年1月）のようなウェブベースのサービスがすぐに登場し、オンライン出版を合理化し自動化したが、個人的なストーリーテリングの成長はブログの出現とともに訪れた。この形式は最初、外部リンクやトピックに関する解説に焦点を当てていたが、広く普及したブログツールはすぐにウェブ上の日記を作成するために使用された。最近では、インターネット日記エントリのプライバシーを可能にする進歩も見られる。例えば、一部の日記ソフトウェアは現在、256ビットAES（Advanced Encryption Standard）暗号化などの暗号化形式でエントリを保存し、また他のソフトウェアは安全なUSBデバイスで正しいPINを入力した後にのみ日記へのアクセスを許可する。

## デジタル日記
モバイルアプリの普及に伴い、日記やジャーナリングアプリがiOSやAndroid向けに提供されるようになった。支持者たちは、タイピングの容易さとスピード、モバイルでの携帯性、検索機能など、デジタルアプリケーションを使用した日記をつける理由を数多く挙げている。デジタル日記はまた、Facebook、Twitter、Instagramなどのソーシャルメディアサービスとのユーザーエンゲージメントに似た、より短い形式のその場での執筆に合わせて調整されている。アップルはiOS 17.2アップデートでジャーナルアプリをリリースし、ユーザーが訪れた場所、聴いた音楽、写真ライブラリからの写真に基づいた入力の提案をプロンプトとともに提供している。

## その他の形式の日記

### 個人用オーガナイザー
個人用オーガナイザーは、その日の行動やタスクを記録するための日記の一形態であり、しばしばシンボルを使って項目を区別し分類するログに記録される。

### フリーライティング
フリーライティングでは、日記作家は毎日数分間を設けて制約なく書き、思考を自由に流れさせ、潜在意識が自己表現することを可能にする。フリーライティングは隠れた思考や感情を明らかにし、自己発見を促進することができる。

### ガーデニング日記
ガーデニング日記は、行動、天候などの要素、結果の履歴記録を提供することで、庭師が時間の経過とともに努力を改善するのを助ける。

### 感謝日記
感謝日記は、誰かが感謝していることを記録する日記である。感謝日記をつけることは、ポジティブ心理学の分野で人気のある実践である。

### 睡眠日記
睡眠日記または睡眠ログは、睡眠障害の診断と治療に使用されるツール、または潜在意識への洞察を得るため、あるいはさらなる熟考のために見た夢を記録するために使用される。

### タークブーフ
ドイツ語の「Tagebuch」（「日々の本」）は通常、英語では「diary」（日記）と訳されるが、この用語は適切な日記だけでなく作業帳やワーキングジャーナルも含む。例えば、オーストリアの作家ロベルト・ムージルやドイツ・スイスの芸術家パウル・クレーのノートは「Tagebücher」と呼ばれている。

### 旅行日記
日記が書かれる主な契機の一つとして、旅の記録がある（これが書物にまとめられると紀行文となる）。仕事であれ、私的な所用であれ、戦争への従軍であれ、特別な出来事の内容、見聞、心覚えを記したものとして日記は書かれた。古代ローマのカエサルがガリア征服の経過を記した『ガリア戦記』がその有名な例である。
日本でも、遣唐使の随行日誌など、旅の日記（紀行）の伝統は古く、円仁の『入唐求法巡礼行記』のように世界的に著名な紀行が、9世紀に生まれている。

### 戦時日記

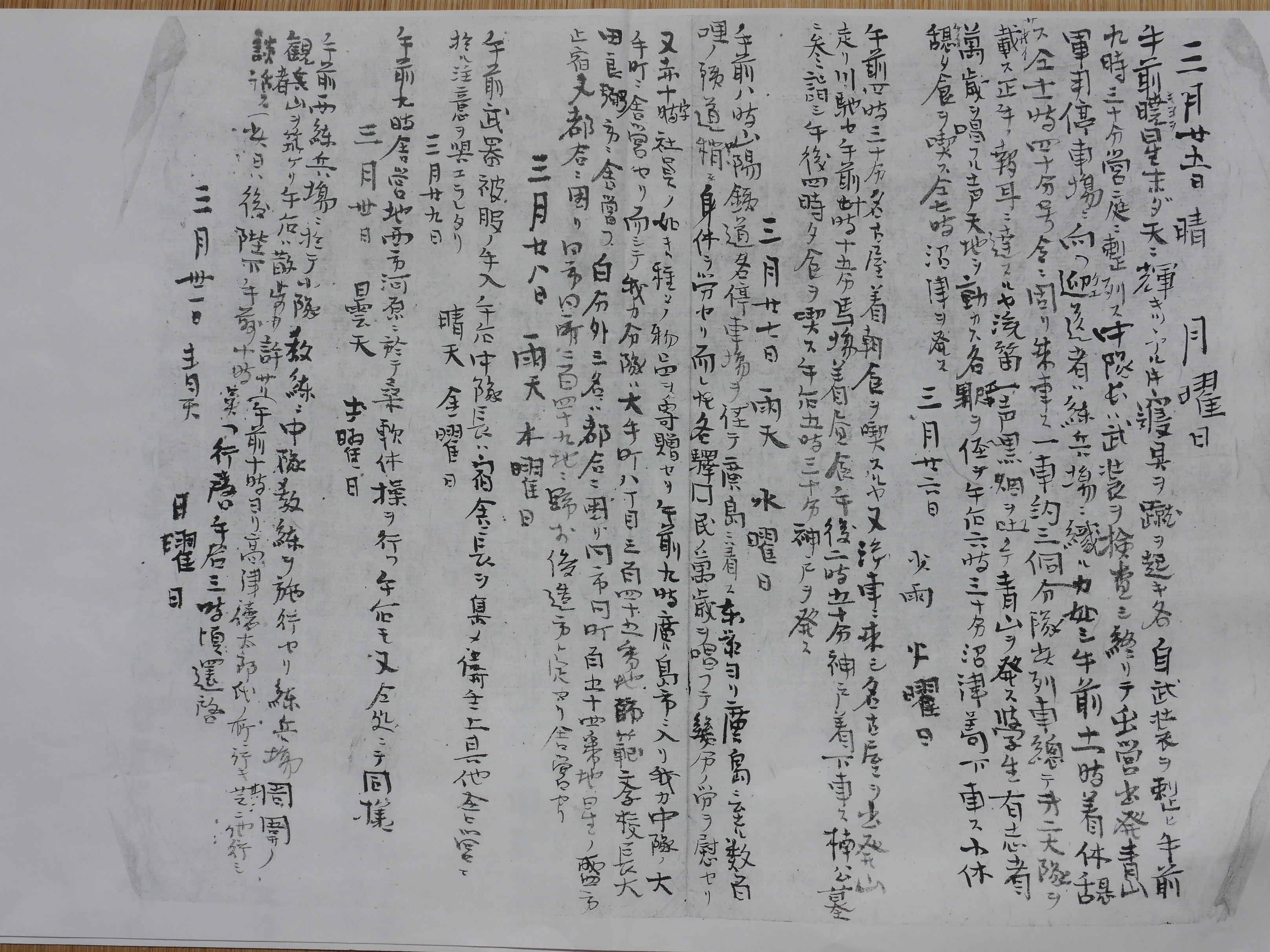
日露戦争に出征した兵士が書いた日記

戦時日記は、戦時中に軍の部隊の管理と活動について、その部隊の将校によって定期的に更新される公式記録である。このような日記は、例えば第一次世界大戦の長く複雑な戦闘について、重要な歴史的情報の源となることがある。

## フィクションの日記
フィクションの日記の例は数多くある。最も初期に印刷されたフィクションの日記の一つは、ジョージ・グロスミスと彼の兄弟ウィードンによるユーモラスな「凡人の日記」であった。20世紀の例としては、ラジオ放送（例：「デイル夫人の日記」）や出版された書籍（例：「エイドリアン・モールの日記」）がある。どちらも雑誌「プライベート・アイ」で長期にわたる風刺的特集を生み出した。前者は首相ハロルド・ウィルソンの妻メアリー・ウィルソンに言及して「ウィルソン夫人の日記」と題され、後者は当時の首相ジョン・メージャーの視点からエイドリアン・モールの日記のパスティーシュとして書かれた「47歳と3/4のジョン・メージャーの秘密の日記」と題された。散文としてフィクションの日記を使用した別の有名な例はブラム・ストーカーの「ドラキュラ」である。現代の例としては、シリーズの各本がメインキャラクターの一人称視点で書かれている「グレッグのダメ日記」シリーズがあり、あたかも本が実際の日記であるかのようである。他の例としては「ベルト日記」や日本のマンガおよびアニメテレビシリーズ「未来日記」の携帯電話日記がある。

## 日記文学
平安時代、9世紀末の日本では、国家体制の変化のもと、儀式化した政務のために王朝貴族たちは、外記日記など国家の記録とは別に私的な日記を作成し始める。この貴族たちの日記作成の流行をもとに、女性たちの回想録的な日記文学が生まれてきたと考えるべきであろう。その背景には、仮名文学の成熟、浄土教の発展による内省的な思考の深化などが認められる。紀貫之の『土佐日記』を始めとして『蜻蛉日記』、『紫式部日記』、『和泉式部日記』、『更級日記』、『讃岐典侍日記』などの平安時代の女流日記や『弁内侍日記』、『十六夜日記』などがその代表例である。
男性貴族の日記の多くは漢文で書かれており、歴史学の用語として漢文日記とも呼ばれるが、近年これら儀式のための先例のプールやマニュアルとして作成された日記を「王朝日記」として新たに概念化する学説も出されている（参考文献；松薗2006）。
中世までは、王朝貴族（公家）・僧侶にほぼ限られていた日記も、中世末から近世に入ると、階層的に多様化し、量的にも格段に増加していく。
近代に入ると、西洋の個人主義などの影響を受け、プライベートの個人的秘密を吐露するために書かれたものも出てくる。石川啄木の『ローマ字日記』などである。実体は私小説、またはフィクションであっても、表現手段として日記の形式を借りることもある。
なお、「日記文学」という語が使われはじめたのは昭和に入ってからのことで、書名としては池田亀鑑による1928年の『宮廷女流日記文学』が初めてである。

## 日本人と日記
河盛好蔵は「日記について」という文章で、「私たちが日記をつけておいてよかったと思うのは、自分の古い日記を読むとき」であり、そのことによって「自分の人生について多くのことを反省させる」と述べている。
多田道太郎・加藤秀俊の対談による「日記の思想・序説」では、日本人は日記好きとよくいわれる理由として個人的な会話が下手なことや、欧米諸国と異なり、夜寝る前の神に対するお祈りがないことなどが挙げられている。ドナルド・キーンは『百代の過客ー日記にみる日本人ー』の序文で、戦場に遺棄された日本兵の日記を翻訳する職務の経験から達せられた結論の一つは、「日記を付けるという行為が、日本の伝統の中にあまりにも確固たる地位を占めている」という。

### 日本史における日記
近代以前の日本の史料の代表的なものとして挙げられるのが、古文書と日記を中心とする記録類である。
日記は日次記（ひなみき。日々の行動や事件を日次を追って書きついでゆくもので歴記とも称す）と別記（特定の事柄について詳細な記録を残すため書かれたもの）に大別できるが、日本の主流は日次記であった。その最古のものは、日本書紀に引用された伊吉連博徳書（7世紀末頃、遣唐使の渡唐記)、釈日本紀に引用された安斗宿祢智徳日記、調連淡海日記、和珥部君手記（すべて7世紀末頃、壬申の乱の従軍記)とされる。
現象的には、六国史の編纂が絶えた10世紀以後に、朝廷の政務や行事の儀式化が進行し、それらを殿上日記や外記日記などの公日記で記録する一方、それらを上卿などの立場で運営・指導する廷臣や皇族たちの間で、次第に習慣化していったものと考えられ、初期のものとして、例えば、宇多・醍醐・村上3代の「三代御記」などの天皇の日記や重明親王の『吏部王記』などの皇族の日記、藤原忠平の『貞信公記』、藤原実頼の『清慎公記』、藤原師輔の『九暦』（九条殿御記）など上級貴族の日記が知られている。平安中期以降は、摂関家や小野宮流・勧修寺流藤原氏、高棟流平氏などが代々多くの日記を残しており、本来儀式のためのメモであった実用品としての日記が、12世紀に入ると「家」の日記化（家記の形成）し、さらに別の機能が付加され、中・下級官人も含む多くの貴族たちによって記されることになったと考えられる。中・下級官人の家柄で代々当主の家記を所持する家を特に「日記の家」と称した（『今鏡』など。また、実際には天皇家や摂関家にも「日記の家」としての要素があった）。
今日伝わる公家の日記の書名の多くは没後に付けられたものであり、執筆者自身は「私記」（藤原実頼『清慎公記』・藤原資房『春記』など）や「暦記」（藤原実資『小右記』など、具注暦に日記を記したことによる）などと呼ぶ例が多かった。自ら命名した日記の名称が後世に伝わるのは、後奈良天皇『天聴集』や中院通秀『塵芥記』など少数である。多くは執筆者の諱の偏旁を採って重ねたり、諡号・官職・姓氏・居所やこれらを合わせたものが、後世の人によって命名された。1つの日記に複数の名称が用いられる事例も多く、藤原実資の日記は彼が「“小野宮家”の“右府（右大臣）”」であったということから、『小右記』・『野府記』という名称が並存し、更に祖父・実頼の『清慎公記』の別称『水心記』より、『続水心記』とも呼ばれている。また、平信範の日記は、彼の諱の偏から採った『人車記』（信→人・範→車）と兵部卿の官職と諱の一字を組み合わせた『兵範記』、更に「洞院（地区名）に住む平氏」という意味の『平洞記』という呼称が併称された。
当時、紙は貴重であったために、日記は具注暦などの暦の余白や裏側に記載したり、反故になった紙の裏側を用いられた例（紙背文書）が多い。また、これを上手く利用したものとして、伏見宮貞成親王の『看聞日記』のように自らの和歌・連歌の書付の裏に日記を記して歌と日記の両方の保存を図ろうとした例や万里小路時房の『建内記』のように出来事に関連して遣り取りされた手紙や文書の裏側にその出来事に関する日記を綴った例もある。また、日記の著者が後日になって改めて文書を整理して清書した例（『後二条師通記』・『兵範記』など）もある。なお、子孫が日記を書写・清書する例もあったが、その場合重要とは思われない部分が省略される場合はあるものの、原文に忠実に書写されることが多く、写本間の異同は大きくはない。また、著者あるいは子孫が日記の内容を検索するために目録を作成したり、分野ごとに分けた「部類」と呼ばれる別本を作成することもある。なお、藤原実頼の『清慎公記』の「部類」を作成する際に孫の藤原公任が原本を切り貼りしてしまったために全巻が紙屑と化してしまうという出来事があり、従兄弟の藤原実資が激怒したという逸話がある。当時、「部類」作成時には一旦写本を作成して、その写本を切り貼りするのが常識とされ、公任がそれに従わず原本を破損させたために実資を激怒させたのであるが、実際には日記を裁断されて作られたとみられる掛軸や帖（「古筆切」）も存在しており、その過程で散逸した日記も少なくなかったとされている。
平安時代には公家と深いつながりのあった僧侶の日記も登場し、中世に入ると寺社の日記が発生するようになる。寺院の日記としては『東寺執行日記』・『大乗院寺社雑事記』・『多聞院日記』、神社の日記としては『鶴岡社務日記』・『春日社記録』・『祇園執行日記』などがある。更に鎌倉時代には武家の日記も出現し、『吾妻鏡』は近年では御家人などの日記を集成して作った記録集であったと考えられている。武家の日記は公家や僧侶のそれよりも伝わる数は少ないものの、室町時代の蜷川親元『親元日記』や相良正任『正任記』、大舘尚氏『大舘常興日記』、戦国時代から江戸時代初期にかけての上井覚兼『上井覚兼日帳』や梅津政景『梅津政景日記』など優れた日記も伝わっている。
江戸時代に入ると、学者や庶民（商人や名主など）の間にも日記を書く風習が広まり、武家の日記とともに多く残されるようになった。
1895年10月、博文館は懐中日記を、1896年、当用日記を発売した。

### 日本の主な日記

#### 前近代
近代以前の日本の主な日記には次のようなものがある。
- 寛平御記 - 宇多天皇
- 貞信公記 - 藤原忠平
- 土佐日記 - 紀貫之
- 御堂関白記 - 藤原道長
- 権記 - 藤原行成
- 小右記 - 藤原実資
- 中右記 - 藤原宗忠
- 台記 - 藤原頼長
- 玉葉 - 九条兼実
- 兵範記 - 平信範
- 平戸記 - 平経高
- 明月記 - 藤原定家
- 蜻蛉日記 - 右大将道綱母
- 和泉式部日記 - 和泉式部
- 紫式部日記 - 紫式部
- 更級日記 - 菅原孝標女
- 讃岐典侍日記 - 讃岐典侍藤原長子
- 弁内侍日記 - 弁内侍
- うたたね - 阿仏尼
- 十六夜日記 - 阿仏尼
- 中務内侍日記 - 伏見院中務内侍
- とはずがたり - 後深草院二条
- 花園天皇宸記 - 花園天皇
- 言国卿記 - 山科言国
- 園太暦 - 洞院公賢
- 師守記 - 中原師守
- 看聞日記 - 伏見宮貞成親王
- 康富記 - 中原康富
- 満済准后日記 - 満済
- 薩戒記 - 中山定親
- 宣胤卿記 - 中御門宣胤
- 実隆公記 - 三条西実隆
- 上井覚兼日記 - 上井覚兼
- 言継卿記 - 山科言継
- 言経卿記 - 山科言経
- 多聞院日記 - 宗芸、英俊、宗栄ら
- 本光国師日記 - 以心崇伝
- 桑都日記 - 塩野適斎
- 春の深山路 - 飛鳥井雅有
- 鸚鵡籠中記 - 朝日重章
- 酒井伴四郎日記 - 酒井伴四郎
- 井関隆子日記 - 井関隆子

#### 近現代
日本の近現代のものとしては、次のようなものがある。
- 断腸亭日乗 - 永井荷風
- ローマ字日記 - 石川啄木
- 戦藻録 - 宇垣纏
- 高松宮日記 - 高松宮宣仁親王
- 戦中派不戦日記 - 山田風太郎
- 日日雑記 - 武田百合子
- 古川ロッパ昭和日記-古川ロッパ
- にあんちゃん - 安本末子
- 若きいのちの日記 - 大島みち子
- 二十歳の原点 - 高野悦子
- 包茎亭日乗、写狂人日記など- 荒木経惟 （「センチメンタルな旅」も参照）
- 入江相政日記 - 入江相政
- 東京ペログリ日記 - 田中康夫
- つげ義春日記 - つげ義春

また、原敬や佐藤栄作の日記は、政治史の資料として没後に公刊されている。

## 日本以外の国々の日記

### ヨーロッパ・アメリカの日記

#### フランス
ベアトリス・ディディエ『日記論』（松籟社、1984年、32ページ）によれば、「都市と市民階級の勃興期」である15世紀以降、日記が数多く出現するとあるが以下のようにわずかながら14世紀段階のものも存在している。また、昔のフランスでは"livre de raison (raisons)"（ここでのlivreは「台帳」、raisonは「勘定」の意味）というものもあって、元々は出納帳（あるいは大福帳）であるが、それに加えて家長が身内の冠婚葬祭について記録したり、自分の考えを記載するものであった。下のニコラ＝ヴェルソリ（Nicolas-Versori）の家族日誌も"livre de raison (raisons)"である。
- ジャン＝ルフェーブルの日記（1380年 - 1390年）
シャルル5世に仕えた聖職者の日記。
- 『パリ一市民の日記（フランス語版）』（『パリの住人の日記』）（記主不明、1405年 - 1449年）
バチカン法王庁の図書館に写本が残る。渡辺一夫[22] や堀越孝一[23] によって紹介されている。堀越によれば、記主はラテン語を解するもののノートルダムの聖職者でもパリ大学の関係者でもないという。
- ジャン＝ル＝ロベールの日記（15世紀半ば頃?）（Les Mémoriaux de Jean le Robert）（※ Mémoriauxは「覚書」）
記主はカンブレの聖オベール大修道院の院長。この日記の存在については、フェーブル他『書物の歴史』上（筑摩書房）の118ページで触れられている。
- ジャン＝ド＝ロワの日記（1460年 - 1483年）（Journal de Jean de Roye）
- ジャン＝バリオンの日記（1510年代?）
法務省関係の一種の記録簿。記主は書記官デュプラの秘書。
- ニコラ＝ヴェルソリの家族日誌（1519年 - 1530年）
記主はパリ高等法院付きの弁護士。
- 『フランソワ治世下のパリの一市民の日記』（1516年 - 1536年）
これも渡辺一夫の解説がある[24]。
- ピエール＝ド＝レトワール（フランス語版）『アンリ三世の治世のための日記』（1574年 - 1589年）

#### イタリア
根占献一「イタリア・ルネサンス期の日記―西欧の古記録が語るもの―」（別冊歴史読本事典シリーズ『日本歴史「古記録」総覧』上巻、新人物往来社、1989年11月。根占献一『ルネサンス精神への旅』創文社、2009年所収）によれば、近代西欧の日記の起源は、もともと帳簿であった、リコルダンツェあるいはリコルディ（いずれも「回想」の意）とよばれる、14世紀から16世紀にかけて書かれた私的な覚書にあるといわれる。それらは、13世紀末に市民であり商人が随時書き留めておいた家の記録（または会社の収支決算帳簿）にはじまり、主として土地と金銭にまつわる記事、すなわち不動産の売買や賃貸借、金の一般的貸し借りや日々の諸経費が記録されるとともに、家族の出生・結婚・死亡の日時などか記された。婚姻の記事も婚資に関係し、財産の相続に関係する製紙の記録とともに経済的な意味合いが強いものである。しかし、当時から算術的で冷めた筆致のそれらの帳簿にまったく個人的な覚えが記入されはじめ、次の世紀の初めには、自分の生い立ちを記しているものが出、ここに自伝的要素の芽生えがうかがえるという。
- ロドヴィコ＝ディ＝アンブロジオの日記（14世紀後半?）
記主は、マルケ州ファブリアーノの製紙業者。この日記の存在については、フェーブル他『書物の歴史』上（筑摩書房）の79ページで触れられている。
- ラーポ・ニッコリーニの日記（1379年 - ?）
フィレンツェ人（先祖はコンラート出身の封建貴族）
- ジョバンニ・モレッリの日記（14世紀後半? - 15世紀初め）
フィレンツェの羊毛組合に属していた有力商人。「心理的に深い分析がなされ、文学作品にまで高められた感のあるその覚書は、全体として家と自らの歴史を語るとともに、体験に裏打ちされた知恵を垂示しようとする」（根占）
- グレゴリオ・ダーティの『秘密帳簿』（1384年 - 1427年）
フィレンツェ（真偽不明）の絹織物商組合の一員で、自ら会社を起こした。先祖にも覚書がある事が知られ、彼の日記には別の帳簿を参照するようにという指示が見えるように別記的なものが作成されていたことがわかる。
- 『ランドゥッチの日記』（1450年 - 1542年）
ルカ＝ランドゥッチはフィレンツェの菜種商人（1516年没）。この日記を日本に紹介した中森義宗・安保大有によるあとがき（近藤出版社）によれば、「十四世紀のフィレンツェ商人による出納簿が近代ヨーロッパの日記のそもそもの淵源といわれる」のであり、それらは当然経済活動が記載の中心であるが、時に政治的・社会的な事件を記したものが含まれ、そういった日記が中世末からルネサンスにかけてのフィレンツェに多いことが指摘されている。
- 『パオロ＝サントニーノの旅日記』（1485年 - 1487年）
記主はイタリアの名門デ＝サンクトニス家の出身。司教の書記から、総大司教の事務局長に出世、1510年以前に死去した。舟田詠子訳『中世東アルプス旅日記』（筑摩書房）。
- アゴスティーノ＝ラピーニの日記（16世紀前半）
『ランドゥッチの日記』を出版したイオードコ・デル・バディーアの序文に触れられている。内容不明。

#### イギリス
中野記偉（「日記の文学と文学の日記」 ）によれば、日記（diary）という語の英語の文献における初出は文芸復興期の1581年であり、元来丸太の意味であったlogという語に、航海日誌の意味が加わったのもほぼ同じ頃であるとのことである。さらに日記の発生について「日記が人間記録として明確に出現するのが、近代人の誕生と時を同じくしていることに意味があろう。自分の目でものを見て、自分の意思で生き、その結果については自分が責任をとるといった習慣の発生は大きな関係があるといわねばならない。したがって日記をつける行為は自我の覚醒とも密接に関連し合うのである」と述べられている。
- エドワード6世の日記

現存する英語で書かれた日記の最も古いものという。記主は1537年に生まれ、9歳で父ヘンリー8世の跡を継ぎ、15歳で死去。
- ウィリアム・ダグデイルの日記（17世紀前半?、45年間にわたる日記）
- ジョン・イーブリンの日記（17世紀?、43年間にわたる日記）
- サミュエル・ピープスの日記（1660年 - 1669年）
1633年生まれ。父は仕立屋であるが、親類には職人・医者・弁護士・商人などがおり、ロンドンの中産階級の家柄である。本人はケンブリッジ大学を卒業、大蔵省の下役人であるとともに姻戚の政治家エドワード・モンタギュの家令のような役目もはたしていた。詳しくは、臼田昭『ピープス氏の秘められた日記』（岩波書店）参照。全文の日本語訳も国文社から臼田訳により刊行。

#### ドイツ
- 『ニュルンベルグの死刑執行人フランツ親方の日記』（1573年 - 1615年）
日本語訳には、藤代幸一訳『フランツ・シュミット ある首斬り役人の日記』（白水社）がある。

#### その他
他に西洋の日記には次のようなものがある。
- アミエルの日記 - フレデリック・アミエル
- パリ日記 - エルンスト・ユンガー
- アンネの日記 - アンネ・フランク
- ゲバラ日記 - チェ・ゲバラ
- エドワード・エリスの日記 - エドワード・ロブ・エリス（英語版）
- ロバート・シールズ（英語版）の日記（未公刊）

### 中国の日記
中国の日記は、直接的・間接的に日本の日記の出現に影響を与えた。以下、玉井幸助『日記文学概説』、曾沢太吉「『日記』は果して中国からの借用語か」（『国語国文学』27-10）による。
中国における「日記」の語の初見は、後漢の時代に活躍した学者王充の著した『論衡』の巻十三効力篇に「夫文儒之力、過於儒生、況文吏乎、然能挙賢薦士、上書日記也、能上書日記者文儒也」とあるものである。ここにみえる「日記」について、玉井は「学者が研究の為に資料を蒐集して之を整理し記述したもの」として、後代中国において主として日記と呼ばれた「学者が研究の為に抄録した書及び門下の修学に資する為に記録した書、更に村塾に於て童蒙に課する教科書の如きもの」の起源とされている。玉井によれば、以後中国において日記の名を持って著された作品は、これらのものの他は随筆・紀行の類が中心であり、日次記としての日記は日本に比較して極めて数が少ないという。
実際に作品が残され始めるのは、「日記」の語の出現から約千年以上たった宋代以後のようである。特に日次記としての日記で最も古いものは、宋代の詩人黄庭堅の『宜州家乗』で、彼の没年である崇寧4年（1105年）正月元日から没する前の月である8月29日までの日記である。次いで元の郭天錫日記で、至大元年（1308年）8月27日から翌年10月30日までの日記である。以後明代では「日所歴夜必記之」と冒頭に記された馮夢禎の快雪堂日記、李日華の味水軒日記などがあり、これらはいずれも1年乃至10数年くらいの比較的短いものが多い。清代になると、残存数も増加するとともに生涯にわたって記される大部のものも出現してくる。
中国では、周代まで遡れるかは疑問にしてもかなり古い時代から、国家・諸侯などには、その言行を記録する専門の官職（史官）が設置されていた。起居注とは、そのような史官によって記録された皇帝の言行の記録であり、天命を受けた皇帝（天子）の動きはそのまま天下国家の動きであるとする中国古来の思想が、その作成の背景である。国家の制度としては隋・唐の時代に完成した。現存最古のものは明代万暦・泰昌・天啓三代のものであり、それらは日次記の形態をとっている。ただし平安時代には、一部日本にも伝来していたらしく、平安中期に作成された『日本国見在書目録』には、起居注家という項目に「晋起居注」三十巻・「大唐起居注」三巻があげられている。
隋・唐以後の中国の歴代王朝では、これら歴代皇帝の起居注などを材料として実録（天子一代の事蹟を編年体で記録したもの）が編纂され、さらに次の王朝の時に正史にまとめられた。日本でも、単に書物としての起居注ばかりでなく、律令制度その他様々な文物の移入とともに中国の歴史編纂の方法を学び、国家組織の整備に伴い、国史の編纂にも着手し始めた。

### 日本・漢文日記関連
総説
1. 萩野由之『記録異同考』（九州大学萩野文庫所蔵、1882）
2. 星野恒「歴世記録考」（『史学雑誌』1-6編、1909、後『史学叢説』第一再録）
3. 和田英松『皇室御撰之研究』（明治書院、1933）
4. 和田英松『本朝書籍目録考証』（明治書院、1936）
5. 高橋隆三『史籍解題』（雄山閣、1938、『大日本史講座』再録）
6. 宮内庁書陵部編『図書寮典籍解題 歴史編』（養徳社、1950）
7. 宮内庁書陵部編『図書寮典籍解題 続歴史編』（養徳社、1951）
8. 花田雄吉「陽明文庫所蔵の古日記」（『日本歴史』105、1957）
9. 橋本義彦ほか編『日本歴史「古記録」総覧』上・下（新人物往来社、1989・1990、ISBN 440401788X、ISBN 4404017898）
10. 『日本「日記」総覧』（新人物往来社、1994）
11. 飯倉晴武『日本史小百科 古記録』（東京堂出版、1998、ISBN 4490203624）

叢書解題
1. 『史料大観』解題（哲学書院、1898-1900）
2. 『史料大成』解題（内外書籍・日本電気通信出版部、1934-1944、後、臨川書店より再刊）
3. 東京大学史料編纂所編『大日本古記録』解題（岩波書店、1952-）
4. 続群書類従完成会編『群書解題』(続群書類従完成会、1960-1967)
5. 続群書類従完成会編『史料纂集』解題（続群書類従完成会、1968-）
6. 宮内庁書陵部編『図書寮叢刊』解題（養徳社・明治書院、1962-）
7. 『陽明叢書』解題（思文閣出版、1989）

逸文
1. 和田英松『国書逸文』（森克己、非売品、1940、後『新訂増補 国書逸文』国書逸文研究会、国書刊行会より再刊、1995、ISBN 4336036950）
2. 国書逸文研究会『国書逸文研究』1-30（1978-1997、ISSN 0387-0669）
3. 木本好信『平安朝日記と記録の研究: その逸文史料』（株式会社みつわ、1980）
4. 所功『三代御記逸文集成』（国書刊行会、1982）
5. 木本好信『江記逸文集成』（国書刊行会、1985）
6. 木本好信『平安朝官人と逸文の研究』（桜楓社、1987、ISBN 427302148X）
7. 所功先生還暦記念会編　『国書・逸文の研究』（臨川書店、2001、ISBN 4653037566）

年表
1. 小泉安次郎『日本史籍年表』(弘文館、1903-04)
2. 「古代から近世までの主要日記表」（坂本太郎監修『日本史小辞典』、山川出版社、1957）
3. 「日記表」（高柳光寿・竹内理三編『角川日本史辞典』、角川書店、1966）
4. 新田英治「史籍年表」（中世のみ、『中世史ハンドブック』、近藤出版社、1973）
5. 飯倉晴武「史籍年表」（『日本史総覧』第一巻、新人物往来社、1983）
6. 斎木一馬「歴代主要日記一覧」（『日本史総覧』第一巻、新人物往来社、1983）
7. 皆川完一「記録年表」（『国史大辞典』第四巻、吉川弘文館、1984、ISBN 4642005048）
8. 皆川完一「記録目録」（『国史大辞典』第四巻、吉川弘文館、1984、ISBN 4642005048）

辞典項目
1. 山本信哉「記録」（『日本文学大辞典』、新潮社、1932-35）
2. 玉井幸助「記録」（『増補改訂 日本文学大辞典』、新潮社、1950-52）
3. 桃裕行「記録」（『世界歴史事典』、平凡社、1951-55）
4. 橋本義彦「記録」（『国史大辞典』第四巻、吉川弘文館、1984、ISBN 4642005048）
5. 土田直鎮「日記」（『日本古典文学大辞典』第四巻、岩波書店、1983-85、ISBN 4000800647）

研究書（単行本）
1. 玉井幸助 『日記文学概説』（目黒書店、1945、後、国書刊行会より再刊、1983）
2. 山中裕『平安時代の古記録と貴族文化』（思文閣出版、1988、ISBN 4784208577）
3. 桃裕行『古記録の研究』上・下（『桃裕行著作集』4・5、思文閣出版、1988-89、ISBN 4784205209、ISBN 4784205489）
4. 斎木一馬『古記録の研究』上・下（『斎木一馬著作集』1・ 2、吉川弘文館、1989、ISBN 4642012915、ISBN 4642012923）
5. 斎木一馬『古記録学概論』（吉川弘文館、1990、ISBN 4642072861）
6. 松薗斉『日記の家: 中世国家の記録組織』（吉川弘文館 、1997、ISBN 4642027572）
7. 木本好信『平安朝官人と記録の研究』（おうふう、2000、ISBN 4273031566）
8. 加納重文『明月片雲無し: 公家日記の世界』（風間書房、2002、ISBN 4759913327）
9. 高橋秀樹『古記録入門』（東京堂出版、2005、ISBN 4490205678）
10. 松薗斉 『王朝日記論』（叢書・歴史学研究、法政大学出版局、2006、ISBN 4588250523）

論文集
1. 史学会編『本邦史学史論叢』上・下（冨山房、1939）
2. 岩橋小弥太博士頌寿記念会編『日本史籍論集』上・下（吉川弘文館、1969）
3. 高橋隆三先生喜寿記念会編 『古記録の研究』（続群書類従完成会、1970）
4. 山中裕編『古記録と日記』上・下（思文閣出版、1993、ISBN 478420752X、ISBN 4784207538）
5. 五味文彦編『日記に中世を読む』（吉川弘文館、1998、ISBN 464202767X）

概説的研究（論文）
1. 星野恒「歴世記録考」（『史学雑誌』一～六編、1871）
2. 黒板勝美「我が国日記の沿革を述べて馬琴翁の日記鈔に及ぶ」（饗庭篁村編『馬琴日記鈔』文會堂書店、1911、後に『虚心文集』第六巻、吉川弘文館、1941所収）
3. 黒板勝美「記録の研究」（『国史の研究』総説編、文會堂書店、1913）
4. 和田英松「日記に就いて」（『史学雑誌』24-10 、1913）
5. 和田英松「平安朝に於ける日記の研究」（『日本文学講座』10、新潮社、1927）
6. 三浦周行「日本史学史概説」（『日本史の研究』第二巻、岩波書店、1928）
7. 田山信郎「記録—特に平安朝の日記に就いて—」（『岩波講座日本歴史』、1934。後に史学会編『本邦史学史論叢』上に増補再録、1939）
8. 岩橋小弥太「公家の日記」（『日本文学講座』5、改造社、1934）
9. 山本信哉「記録の研究」（『史苑』11-34 、1937）
10. 馬杉太郎「史料としての日記—特に公家の日記について—」（『歴史公論』7-11、1938）
11. 斎木一馬「日本古記録学の提唱」（『日本歴史』 9、1947、後に『古記録の研究』上（『斎木一馬著作集』1） 吉川弘文館、1989）
12. 山中裕「漢文記録としての日記」（『国文学解釈と鑑賞』19-1、1954）
13. 小島小五郎「儀式と公家日記との関係—平安朝日記流行に関する一考察—」（『史学研究』55、1954）
14. 石田吉貞「漢文日記について」（『国語と国文学』402 、1957）
15. 岩橋小弥太「記録概説」（『上代史籍の研究』第二集、吉川弘文館、1958）
16. 林屋辰三郎「日記の伝統」（『思想の科学』47、1966）
17. 桃裕行「古記録零拾」（高橋隆三先生喜寿記念会編『古記録の研究』、1970）
18. 位藤邦生「漢文日記研究序説」（『中世文芸』50、1972）
19. 山中裕「公事と生活の記録」 『国文学解釈と鑑賞』37-4、1972、後に「日記の本質」として『平安人物志』東京大学出版会、1974に補訂再録）
20. 山中裕「日記と記録」（『鑑賞日本古典文学』第10巻『王朝日記』、角川書店、1975）
21. 土田直鎮「古代史料論 二、記録」（『岩波講座日本歴史』別巻二、岩波書店、1976）
22. 斎木一馬「古文書と古記録」（『日本古文書学講座』1、雄山閣、1978）
23. 橋本義彦「古代の記録」（『日本古文書学講座』2、雄山閣、1978）
24. 斎木一馬「日記とその遺品」（『文化財講座日本の美術 16 古文書』、第一法規、1979）
25. 村井康彦「私日記の登場」（『国語と国文学』64-11 、1987）
26. 吉岡真之「平安貴族はなぜ日記をつけたか。」（『争点日本の歴史』三、新人物往来社、1991）
27. 松薗斉「日記論」（『歴史評論』525、1994）

### 西洋史関係
1. ベアトリス・ディディエ『日記論』（松籟社、1987）
2. グスタフ・ルネ・ホッケ『ヨーロッパの日記』（2冊組、法政大学出版局、1991）
3. 根占献一『ルネサンス精神への旅』第7章（創文社、2009）

### 日記一般に関する論考
1. 『人生読本　日記』（河出書房新社、1979）
2. 『歴史読本スペシャル　「日記」が語る歴史的瞬間』（新人物往来社、1988）
3. 大原富枝編『日本の名随筆別巻28　日記』（作品社、1993）
4. 『特集：日本近代を読む「日記大全」』（月刊Asahi、1993年1月号）
5. 歴史読本特別増刊（第21号）　『日本「日記」総覧』（新人物往来社、1994）
6. 立松和平編『こころに響く日記』（法研、1995）
7. 紀田順一郎『日記の虚実』（新潮選書、1988、ちくま文庫　1995）